# Aquí no hay quien viva (serie de televisión colombiana)
Aquí no hay quien viva es una serie colombiana ficcional de género humorístico con toques de sitcom, producida por Sony Pictures Television para RCN Televisión en 2008. Es la versión de la exitosa serie homónima española, es una historia que se desarrolla en medio de los enredos que suceden al vivir en el edificio 'Salsipuedes'. Se estrenó el 25 de agosto de 2008 por RCN Televisión el horario de las 9pm y finalizó el 27 de febrero de 2009 en el horario de las 10pm. Esta serie trata la vida de unos vecinos.

## Historia
Cada inquilino de un viejo edificio llamado “Salsipuedes” tiene una historia que contar. Locas aventuras, chismes por doquier, escándalos, vecinos queridos y antipáticos forman parte de esta divertida serie.
En el centro de la ciudad existe un viejo edificio de apartamentos conocido como "Salsipuedes". En su interior conviven, a regañadientes, unos inquilinos muy particulares y con características muy propias, pues es un lugar al que fácilmente se entra pero del que difícilmente se puede salir. 
A la edificación acaban de mudarse Carolina MacAllister (Juliana Galvis), una bella, tierna, hija de papi, que siempre está a la moda y su novio Roberto (Fabián Mendoza), un galán bohemio e inmaduro, artista del cómic. La joven pareja busca construir su nido de amor en el apartamento 401, pero las cosas pueden cambiar cuando conocen a sus excéntricos vecinos: 
El administrador del edificio es don Juan Preciado (Álvaro Bayona), que vive con su familia en el 301. Un modesto profesor de colegio, buena gente y aplomado, que carga con tres cruces a cuestas. La primera, unos vecinos que creen que él no sirve para nada. La segunda, su esposa Yaneth (Yaneth Waldman), que siempre manda en la casa y la tercera, sus dos hijos: Sandra Yulieth (Jessica Sanjuan), una adolescente turbadora, capaz de ponerle los pelos de punta a varones de todas las edades, y Junior (Javier Ramírez), un niño superdotado de trece años. 
En el 201 y el 302 vive una viuda, una separada y una solterona. Mientras secan la ropa al aire en el patio central de la edificación, se dedican por horas a su deporte favorito: meterse en la vida de los demás. Son Magola (Vicky Hernández), la del apartamento 302, Chavita (Dora Cadavid) y Finita (Consuelo Luzardo), las hermanas del 201.
Los demás habitantes del edificio son también una colección personajes peculiares. Quizá los más sui generis son Mauri (Patrick Delmas) y Fer (Jorge Enrique Abello), el periodista y el abogado del apartamento 202. Ambos son jóvenes, viriles, guapos, exitosos y naturalmente homosexuales. El primero, declarado abiertamente. El segundo, muerto del pánico de salir del clóset. 
En el 401 viven Verónica, una aspirante a modelo de costumbres sexuales bastante relajadas, y Luz Amparo (Valentina Lizcano), una joven solitaria, pesimista y desafortunada en el amor. Las dos chicas se dedican a la rumba y al trasnocho, y cada primero de mes se ven en problemas, cuando deben pagar el arriendo del apartamento a la implacable Magola, su casera, que las quemaría en la hoguera de la Inquisición si esta historia no sucediera en el siglo XXI. 
Y en este collage de inquilinos no podía faltar el portero. Wilson Emilio Delgado (Jimmy Vásquez) es quien se encarga de la portería de "Salsipuedes". Un joven desordenado y medio tonto, quien es el alma del edificio. De todos recibe órdenes y regaños. Todos lo quieren y también lo odian. El hombre comparte con su inaguantable padre la habitación de la Portería.

## Personajes

### Principales
| Actor                   | Personaje                                   | Rol | Observación                          | Ubicación                         |
| ----------------------- | ------------------------------------------- | --- | ------------------------------------ | --------------------------------- |
| Jimmy Vázquez           | Wilson Emilio Delgado Martínez              | Portero |                                      | Portería                          |
| Álvaro Bayona           | Juan José Preciado                          | Presidente del Edificio                                                                                               |                                      | 301                               |
| Consuelo Luzardo        | Josefina "Finita" Pineda Revollo            | |                                      | 201                               |
| Dora Cadavid            | Isabel "Chavita" Pineda Revollo             | Jubilada y beata. |                                      | 201                               |
| Vicky Hernández         | Doña Magola Fuentes de García               | Dueña del 302 y 401. Amiga de Chava y Fina                                                                            | Sale de la serie en Érase un colapso | 302-201                           |
| Jorge Enrique Abello    | Fernando "Fer"                              | Abogado y novio de Mauri                                                                                              |                                      | 202                               |
| Patrick Delmas          | Mauricio "Mauri" Hidalgo                    | Periodista y novio de Fer                                                                                             |                                      | 202                               |
| Geraldine Zivic         | Beatriz Vallejo "Bea"                       | Veterinaria. Lesbiana. Primero es compañera de apartamento de Mauri, cuando se va Fer. Luego se vuelve mamá in vitro. | Entra en Érase un desafío            | 202-401-302-401                   |
| Diego León Hoyos        | Mariano Delgado                             | Papá de Wilson |                                      | Portería                          |
| Yaneth Waldman          | Yaneth de Preciado Yaneth de Guerra         | En un principio esposa de Juan Preciado. Luego de Andrés Guerra                                                       |                                      | 301-302                           |
| Katherine Vélez         | Clarisa Ruiz García de Guerra "La Avioneta" | Enfermera y yerbatera. Llega como esposa de Andrés y luego lo deja por Juan                                           | Entra desde Éranse unos nuevos       | 302 y 301                         |
| Ernesto Benjumea        | Andrés Guerra                               | Empresario. Primer esposo de Clarisa, y luego esposo de Yaneth                                                        |                                      | 302                               |
| Juliana Galvis          | María Carolina McCallister                  | Arquitecta y Novia de Roberto                                                                                         |                                      | 401                               |
| Fabián Mendoza          | Roberto Alonso Benavides                    | Arquitecto. Dibujante de cómics y Novio de Carolina                                                                   |                                      | 401-Manzarda-402-401 y 301        |
| Alexandra Serrano       | Verónica Arias                              | Modelo. Mejor amiga de Luz Amparo                                                                                     |                                      | 402-401-302-401                   |
| Valentina Lizcano       | Luz Amparo González Vásquez                 | Inquilina de Magola, amiga de Verónica                                                                                |                                      | 401 y Portería                    |
| Jéssica Sanjuán         | Sandra Juliet Preciado                      | Hija de Juan y Yaneth. Estudiante                                                                                     |                                      | 301                               |
| Javier Ramírez Espinosa | Juan José "Junior" Preciado                 | Hijo de Juan y Yaneth. Estudiante. Amigo de Roberto y Pacho                                                           |                                      | 301                               |
| Anderson Otalvaro       | Francisco "Pacho"                           | Administrador de la TiendaNet y amigo de Roberto, Junior y Wilson                                                     |                                      | TiendaNET. No vive en el edificio |

Secundarios
| Actor                | Personaje                             | Rol | Intervalo aparición                                                                                       | Ubicación                     |
| -------------------- | ------------------------------------- | --- | --- | ----------------------------- |
| Ana Beatriz Osorio   | Lucía                                 | Presentadora del Show de Lucía(Parodia de Laura en América) | Érase un arrimao hasta Érase un famoso                                                                    |                               |
| Ana María Ramírez    | Claudia Rocío                         | Cartera y novia de Wilson | Érase un sueño erótico hasta Érase una boda                                                               |                               |
| Claudia Aguirre      | Carmen Villalba                       | Profesora y posteriormente novia de Wilson | Éranse unos estatutos (PT 1) Érase el Primer Presidente Gay (Parte 2)                                     |                               |
| Felipe Ortiz         |                                       | Tuvo varios roles: Instalador de alarmas, fumigador, domador de perros, técnico de laboratorio, entre otros. Se caracteriza por hablar muy rápido y no explicar bien el manual de instrucciones. | Esporádico                                                                                                |                               |
| Germán Quintero      | Benjamín McCallister                  | Padre de Diego y Carolina. Empresario de la construcción y principal opositor de la relación de Carolina y Roberto, prefiere a Carlos. | Érase un dilema hasta Érase un Adiós (Parte 3)                                                            |                               |
| Gustavo Ángel        | Ricardo                               | Novio de Verónica | Érase otra reforma hasta                                                                                  |                               |
| Jorge Armando Soto   | Carlos                                | En el principio de la serie se muestra como el exnovio de Carolina, y con el paso de la serie se convierte en personaje recurrente, se vuelven novios de nuevo y tiene otras parejas. Es hijo de ricos, pero inestable emocionalmente. En el episodios Éranse unos estatutos PT 1 compra Tienda Net de Pacho, para volverla un pub, y luego la vende a Benjamín. | |                               |
| Jorge Hugo Marín     | Abel                                  | Niñero gay del hijo de Mauri | Éranse unos estatutos (PT 1) hasta Érase un juicio(PT2)                                                   |                               |
| Juan Pablo Posada    | Diego McCallister                     | Hermano de Carolina. Se da cuenta de que es gay por el beso que le dio Mauri en la inauguración del restaurante. | Érase una inauguración                                                                                    |                               |
| Leonor Arango        | Luz Stella Vásquez "La arepa e Huevo" | Mamá de Luz Amparo | Érase un tiempo de extremo roce social (Parte 1 y 2) (Act Especial) Érase un colapso hasta Érase un Adiós |                               |
| Manuel Cabral        | Agente Claudio                        | Policía del sector | |                               |
| María Isabel Henao   | Alba Restrepo                         | Esposa de Diego | Érase una inauguración                                                                                    |                               |
| Miguel Ángel Giraldo | Gregorio Navarro                      | Administrador del edificio | Érase un administrador (PT1) hasta Érase una lista de regalos (Parte 1)                                   |                               |
| Patricia Tamayo      | Rosa                                  | Novia de Bea | Érase un desalojo PT1 hasta Érase un vicio (Parte 2)                                                      |                               |
| Sebastián Eslava     | Alex Guerra Ruiz                      | Hijo de Clarisa con un polaco | Érase unos nuevos hasta Érase un combate                                                                  |                               |
| Sebastián Vega       | Pablo Guerra Ruiz                     | Hijo legítimo de Andrés y Clarisa | Éranse unos nuevos hasta Érase un Adiós Parte 3                                                           | 302-Manzarda-301-302-Manzarda |
| Sergio Osorio        | Agente Gavilán                        | Policía del sector | |                               |
| Silvio Ángel         | Padre Miguel                          | Sacerdote del sector. Siempre promociona su CD de Reguetón Cristiano | |                               |

### Actuaciones Especiales
Aparecen entre 1-5 episodios
Orden alfabético
| Actor                       | Personaje                       | Rol                                                                                | Episodios                                                                             |     |
| --------------------------- | ------------------------------- | ---------------------------------------------------------------------------------- | ------------------------------------------------------------------------------------- | --- |
| Aída Morales                | Notaria                         | Notaria que casa a Clarisa y Juan                                                  | Érase un ratón de laboratorio Parte 1                                                 |     |
| Alberto Saavedra            |                                 | Sacerdote amigo de Roberto                                                         | Érase una de físico miedo                                                             |     |
| Alejandra Azcárate          | Ayleen                          | Vendedora de seguros                                                               | Érase un video casero                                                                 |     |
| Alejandra Miranda           | Viviana Brigard                 | Jefe de Wilson en el nuevo edificio                                                | Érase un apartamento en venta y Érase una Antena                                      |     |
| Alejandro Buenaventura      |                                 | Comprador de arte                                                                  | Érase una venta de garaje                                                             |     |
| Alejandro Estrada           | Hugo                            | Pretendiente de Carolina                                                           | Érase un arrimao                                                                      |     |
| Alejandro Tamayo            | Alfonso Iglesias                | Reportero de Televisión                                                            | Érase una huelga                                                                      |     |
| Álex Sarasti                |                                 | Funcionario Ministerio de Protección Social                                        | Érase un canario                                                                      |     |
| Álex Páez                   | Ramón García                    | Hijo menor de Magola y papá biológico de Junior                                    | Érase un funeral con sorpresa (Parte 1)                                               |     |
| Alfonso Ortiz               | Doctor Burso                    | Terapeuta familiar que contratan los Guerra                                        | Érase un combate                                                                      |     |
| Alina Lozano                | Esther Pimiento                 | Funcionaria del ICBF                                                               | Érase un video casero                                                                 |     |
| Álvaro Rodríguez            | Ricky                           | Proxeneta de las alumnas de la Academia de Preciado                                | Éranse unas alumnas (Parte 1 y Parte 2)                                               |     |
| Ana María Sánchez           |                                 | Inspectora del ICBF                                                                | Érase un desalojo (Parte 1)                                                           |     |
| Andrés Ruiz                 | Nacho                           | Pretendiente de Verónica y Sandra Julieth                                          | Érase un sustituto                                                                    |     |
| Ángela Vergara              | Clara McCallister               | Hermana menor de Carolina y Diego                                                  | Érase un anillo y Érase un cruce de cenas                                             |     |
| Antonio Puentes             |                                 | Perito de la aseguradora                                                           | Érase un desalojo (Parte 1)                                                           |     |
| Argemiro Casteblanco        | Lizandro Maya                   | Compañero de Juan, en el hospital                                                  | Érase una venta de garaje                                                             |     |
| Beatriz Roldán              | Matilde                         | Mamá de Marcos                                                                     | Érase un bautizo (Parte 2)                                                            |     |
| Beto Arango                 |                                 | Papparazzi que sigue a Tony Romero                                                 | Érase un famoso                                                                       |     |
| Brandon Fokken              | Trevor                          | Jefe de Fernando en Estados Unidos                                                 | Érase una huelga                                                                      |     |
| Camilo Cifuentes            | Álvaro Uribe Vélez              | Es entrevistado por Mauri                                                          | Éranse unos estatutos (Parte 1)                                                       |     |
| Carlos Calero               | Tony Romero                     | Actor de televisión                                                                | Érase un famoso                                                                       |     |
| Carlos Duplat               | Neftalí González                | Papá de Luz Amparo                                                                 | Érase un tiempo de extremo roce social (Parte 1 y 2) Érase un billete de cincuentamil |     |
| Carlos Fernández            |                                 | Amigo gay de Mauri que va a la fiesta de él.                                       | Érase un tiempo de extremo roce social (Parte 1 y 2)                                  |     |
| Christian Gómez             |                                 | Notario                                                                            | Érase un apartamento en venta                                                         |     |
| Claudia Rocío Mora          |                                 | Psicóloga                                                                          | Érase un matrimonio por conveniencia y Érase un funeral con sorpresa (Parte 1)        |     |
| Cristian Quezab             | Marcos                          | Novio de Sandra Yulieth                                                            | Érase un bautizo (Parte 1 y 2)                                                        |     |
| Cristian Ruiz               | Jason "Relámpago"               | Amigo de Junior                                                                    | Érase un desalojo (Parte 1)                                                           |     |
| Daniel Arenas               | Raúl                            | Compañero de apartamento de Carolina                                               | Érase un juicio (Parte 1 y 2)                                                         |     |
| Diego Vélez                 | Alfonso Castillo                | Falso exorcista                                                                    | Érase una de físico miedo                                                             |     |
| Edgardo Román               | Profesor Magüare                | Brujo que le lanza mal de ojo a Wilson                                             | Érase un mal de ojo                                                                   |     |
| Edmundo Troya               |                                 | Doctor que atiende a Luz Amparo                                                    | Érase un Rumor                                                                        |     |
| Edna Márquez                |                                 | Novia de Jaime                                                                     | Érase un caos                                                                         |     |
| Elkin Díaz                  | Jesús                           | Falso fumigador de plagas                                                          | Érase una rata                                                                        |     |
| Fabio Camero                |                                 | Abogado de Mariano                                                                 | Érase un arrimao                                                                      |     |
| Javier Jattin               | Felipe                          | Pretendiente de Luz Amparo, adicto al deporte                                      | Érase un desgobierno parte 1 y 2                                                      |     |
| Fernando Monge              | Álvaro                          | Productor de Televisión que pretendía a Carolina.                                  | Éranse unos estatutos (Parte 1 y 2)                                                   |     |
| Flor Vargas                 | Etelbina                        | Aseadora del edificio                                                              | Érase el primer presidente gay (Parte1) hasta Érase una maquinita (Parte 2)           |     |
| Francisco Pérez             | Agente Acevedo                  | Agente de la policía                                                               | Érase un caos                                                                         |     |
| Gabriel Ochoa               | David                           | Acompañante gay que le contrató Bea a Mauri                                        | Érase un vicio Parte 1 y 2                                                            |     |
| George Slebi                | Jaime Rugeles                   | Técnico que le repara el computador a Mauri                                        | Érase un caos                                                                         |     |
| Gerardo de Francisco        |                                 | Papá de Bea                                                                        | Érase un bautizo (Parte 2)                                                            |     |
| Germán Escallón             | Julián                          | Pretendiente de Mauri, que conoció en un chat                                      | Érase un famoso                                                                       |     |
| Germán Rojas                | Gustavo                         | Rector del colegio donde trabaja Juan                                              | Érase un canario y Érase una academia                                                 |     |
| Gloria Gómez                | Doña Gladys                     | Mamá de Carmen                                                                     | Éranse unas alumnas                                                                   |     |
| Gonzalo Vivanco             | Marcelo Freud                   | Psicólogo de pareja de Wilson y Luz Amparo                                         | Érase un colapso hasta Érase un presidente de vacaciones                              |     |
| Guillermo Olarte            |                                 | Gerente de la Empresa de Energía                                                   | Érase una huelga                                                                      |     |
| Gustavo Angarita            | Isidro                          | Indigente que es apadrinado por Chavita                                            | Érase un indigente                                                                    |     |
| Gustavo Angarita Jr         | "Paquete"                       | Amigo de Roberto                                                                   | Érase una rata                                                                        |     |
| Hermes Camelo               | "Manchola"                      | Promotor de boxeadores                                                             | Érase un premio Parte 1 y 2                                                           |     |
| Hernán Álvarez              |                                 | Amigo gay de Mauri que va a la fiesta de él.                                       | Érase un tiempo de extremo roce social (Parte 1 y 2)                                  |     |
| Horacio Tavera              | Ramón                           | Pretendiente de Luz Amparo, de la agencia matrimonial                              | Érase un ratón de laboratorio (Parte 2)                                               |     |
| Humberto Dorado             |                                 | Papá de Fer                                                                        | Érase un Rumor                                                                        |     |
| Ignacio Hijueros            | Jesús                           | Exesposo de Rocío                                                                  | Érase una huelga                                                                      |     |
| Inés Prieto                 | Isabel                          | Empleada doméstica de Roberto y Carolina                                           | Érase un resbalón                                                                     |     |
| Iván Rodríguez              |                                 | Profesor que vigila el examen de admisión de Wilson                                | Érase una boda                                                                        |     |
| Jairo Camargo               | Antonio Benavides               | Papá de Roberto                                                                    | Érase un cruce de cenas                                                               |     |
| Javier Gnecco               | Amador González                 | Portero sustituto de Wilson                                                        | Érase un sustituto                                                                    |     |
| Jorge López                 |                                 | Doctor que hace la inseminación de Bea                                             | Éranse unas elecciones hasta Érase una boda                                           |     |
| Jorge Puig                  | Néstor                          | Cubano gay que se casó con Finita por interés para obtener nacionalidad colombiana | Érase un matrimonio por conveniencia                                                  |     |
| Joseph Fuzessy              |                                 | Director de la escuela canadiense para superdotados                                | Érase un desalojo (Parte 1)                                                           |     |
| Juan Camilo Donado          |                                 | Bombero                                                                            | Érase un desalojo (Parte 1)                                                           |     |
| Juan Carlos Messier         | Alfredo                         | Residente del nuevo edificio de Wilson                                             | Érase una antena                                                                      |     |
| Juan Carlos Pérez Almanza   |                                 | Juez en el combate de Juan Preciado vs Soto                                        | Érase un combate                                                                      |     |
| Julián Martínez             | Ignacio Peláez                  | Falso voluntario que ayudaba a las viejitas                                        | Érase un famoso                                                                       |     |
| Julio César Herrera         | Salbi Vallejo                   | Sacerdote. Hermano de Bea                                                          | Érase un apartamento en venta                                                         |     |
| Julio César Sánchez Coccaro | Joaquín Soto                    | Papá de compañero de Junior.                                                       | Érase un combate                                                                      |     |
| Julio Correal(Empresario)   | Álvaro                          | Novio de Sandra Yulieth                                                            | Érase una de cajón                                                                    |     |
| Julio Correal               | Julio Alzate Rojas              | Exesposo de Bea                                                                    | Éranse unas alumnas (Parte 1)                                                         |     |
| Julio del Mar               |                                 | Papá de Marcos                                                                     | Érase un bautizo (Parte 2)                                                            |     |
| Liliana Lozano              | Vanessa Rochi                   | Esposa de Tony Romero                                                              | Érase un famoso                                                                       |     |
| Lorena Tobar                |                                 | Mamá de Fer                                                                        | Érase un Rumor                                                                        |     |
| Luis Fernando Múnera        | Doctor de la Espriella          | Jefe de Fernando en el pool de abogados                                            | Érase unas bombonas                                                                   |     |
| Luis Fernando Orozco        | Augusto Carvajal                | Dueño de una constructora que quería comprar el edificio                           | Érase un dilema                                                                       |     |
| Luis Fernando Salas         | Daniel Montero                  | Gerente del supermercado donde trabajan Carolina y Luz Amparo                      | Érase un premio Parte 1 y 2                                                           |     |
| Luisa Fernanda Giraldo      | Erika                           | Exorcista                                                                          | Érase un desgobierno Parte 2                                                          |     |
| Mabel Moreno                | Ana María Morales " La Azafata" | Azafata que vive donde Luz Amparo                                                  | Érase una lista de regalos (Parte 1) hasta Érase otra boda (Parte 2)                  |     |
| Manolo Cruz                 |                                 | Funcionario Ministerio de Protección Social                                        | Érase un canario                                                                      |     |
| Manuel Pachón               | Padre Paulino                   | Rector del nuevo colegio de Juan                                                   | Érase un administrador Parte 2, Érase un Colapso Érase un Ayudante de cocina          |     |
| Mara Echeverry              |                                 | Mamá de Roberto                                                                    | Érase un cruce de cenas y Érase otra Boda(Parte 2)                                    |     |
| Marcela Benjumea            | Señora de Soto                  | Esposa del Señor Soto                                                              | Érase un combate                                                                      |     |
| Marcela Posada              | Candy                           | Prima millonaria de Yaneth, oriunda de Pitalito                                    | Érase un colapso                                                                      |     |
| Mariela Rivas               | Antonia de Delgado              | Mamá de WIlson y exesposa de Mariano                                               | Érase una farsa Parte 1                                                               |     |
| Mario Ruiz                  | Armando García                  | Hijo de Magola y papá de Rebeca.                                                   | Érase una de físico miedo y Érase un funeral con sorpresa (Parte 1)                   |     |
| Margalida Castro            |                                 | Mamá de Héctor                                                                     | Éranse unas puertas blindadas Parte 2                                                 |     |
| María Angélica Mallarino    | Bárbara                         | Mamá de Carolina y ex esposa de Benjamín                                           | Érase un cruce de cenas                                                               |     |
| María Emilia Kamper         | Mechas Valverde                 | Amante de Mariano                                                                  | Érase otra boda (Parte 1 y 2)                                                         |     |
| Mari Luz                    |                                 | Mamá de Bea                                                                        | Érase un bautizo (Parte 2)                                                            |     |
| Martha Silva                | Sexylia                         | Estríper que contratan para la despedida de soltero de Wilson                      | Érase una despedida de Soltero                                                        |     |
| Mauricio Mejía              |                                 | Notario en el matrimonio de Finita                                                 | Érase un matrimonio por conveniencia                                                  |     |
| Merena Dimont               | Marga                           | Profesora de Ezequiel en el preesolar y de Mauri en su infancia                    | Érase un descubrimiento macabro (Parte 1)                                             |     |
| Moisés Rivillas             | Víctor Callejas                 | Asesor fiscal de Carolina                                                          | Érase un tiempo de extremo roce social (Parte 1 y 2)                                  |     |
| Néstor Alfonso Rojas        |                                 | Ladrón que roba el dinero de la lotería a Juan                                     | Érase un cruce de cenas                                                               |     |
| Nicolás Montero             | Héctor                          | Pretende de Luz Amparo que cree que es "Prepago"                                   | Éranse unas puertas blindadas Parte 1 y 2                                             |     |
| Paola Cairasco              | Juliana #1                      | Compañera de Wilson en la universidad                                              | Érase un combate y Érase un canario                                                   |     |
| Paola Sarmiento             | Lady Di                         | Empleada del aseo en el edificio                                                   | Érase una traición Parte 1 y 2                                                        |     |
| Patricia Castañeda          | Pedro " Martha Patricia"        | Amigo Trans de Maury                                                               | Érase un duelo de porteros                                                            |     |
| Pedro Roda                  | Bruno                           | Hombre de compañía que atiende Luz Amparo                                          | Éranse unos estatutos (Parte 1 y Parte 2)                                             |     |
| Pilar Álvarez               | Inés                            | Exnovia de Bea                                                                     | Érase un desafío y Érase un duelo de porteros                                         |     |
| Rafa Taibo                  |                                 | Director de cine XXX                                                               | Érase un cruce de cenas                                                               |     |
| Rafael Leal                 |                                 | Amigo gay de Mauri que va a la fiesta de él.                                       | Érase un tiempo de extremo roce social (Parte 1 y 2)                                  |     |
| Ramiro Corzo                | Juez                            | Juez en el divorcio de Andrés y Clarisa                                            | Érase un juicio (Parte 1 y 2) y Érase una traición(PT2)                               |     |
| Rey Vásquez                 |                                 | Jugador de bingo en el club de Chavita                                             | Érase un caos                                                                         |     |
| Ricardo Saldarriaga         | Rafael Villalba                 | Papá de Carmen                                                                     | Éranse unos estatutos (PT2) y Éranse unas alumnas (PT1)                               |     |
| Ricardo Vesga               |                                 | Técnico de la Alcaldía                                                             | Érase un dilema                                                                       |     |
| Rodolfo Silva               |                                 | Inivitado a la fiesta de Carolina                                                  | Érase un tiempo de extremo roce social (Parte 2)                                      |     |
| Rosemary Bohórquez          | Ruth Fabiola                    | Compañera de apartamento de Luz Amparo, adicta al sexo.                            | Érase la TiendaNet Disco-Pub (Parte 1) hasta Érase un premio (Parte 2)                | 402 |
| Santiago Alarcón            | Samuel                          | Tanatopraxista. Novio de Verónica                                                  | Érase una maquinita Parte 1 y 2                                                       |     |
| Santiago Soto               | Gerardo Patiño                  | Gerente multinacional donde Yaneth pide trabajo                                    | Érase un apartamento en venta                                                         |     |
| Sara Corrales               | Claudia                         | Exnovia de Roberto y compañera de apartamento de Luz Amparo y Verónica.            | Érase un Rumor                                                                        |     |
| Sebastián Ospina            |                                 | Dueño de la veterinaria donde trabaja Bea                                          | Érase un desalojo (Parte 1)                                                           |     |
| Sigifredo Vega              | Maestro Toño                    | Albañil de Carolina                                                                | Érase una reforma y Érase un Tiempo de extremo roce social (PT1 y 2)                  |     |
| Sofía Blanchet              | Yolanda                         | Cliente de la Guardería canina de Carolina                                         | Éranse unas puertas blindadas Parte 1 y 2                                             |     |
| Talú Quintero               | Leonor viuda de Hidalgo         | Mamá de Mauri                                                                      | Érase una farsa hasta érase un adiós                                                  |     |
| Tommy Vásquez               | Michael                         | Entrenador de gimnasio. Enamorado de Bea                                           | Érase un ayudante de cocina                                                           |     |
| Valeria Celis               | Rebeca Rubio                    | Hija de Armando                                                                    | Érase una de físico miedo                                                             |     |
| Valentina Ariza             | Juliana #2                      | Compañera de Wilson en la universidad                                              | Éranse unos estatutos (PT 1                                                           |     |
| Vanessa Blandón             | Adriana                         | Alumna de Juan y enamorada de Junior                                               | Éranse unas puertas blindadas Parte 1 y 2                                             |     |
| Variel Sánchez              | Diego                           | Practicante de Mauri                                                               | Érase un premio Parte 1 y 2                                                           |     |
| Xiomara Xibille             | Elkem "La Vikinga"              | Amiga alemana de Bea, que busca donante de semen                                   | Érase un ratón de labotarorio (Parte 1 y 2)                                           |     |

## Premios

### Premios India Catalina 2009
| Categoría                         | Nominado         | Resultado |
| --------------------------------- | ---------------- | --------- |
| Mejor actriz protagónica de serie | Consuelo Luzardo | Nominada  |

### Premios TV y Novelas 2009
| Categoría                                | Nominado          | Resultado |
| ---------------------------------------- | ----------------- | --------- |
| Mejor serie                              |                   | Nominado  |
| Mejor actriz de reparto de telenovela    | Yaneth Waldman    | Ganadora  |
| Mejor actor de reparto de telenovela     | Patrick Delmas    | Ganador   |
| Revelación del año de telenovela o serie | Valentina Lizcano | Ganadora  |

## Capítulos
| Número      | Título                                           | Fecha de emisión     |
| ----------- | ------------------------------------------------ | -------------------- |
| Capítulo 1  | Érase un trasteo                                 | Agosto 25 - 2008     |
| Capítulo 2  | Érase una reforma                                | Agosto 26 - 2008     |
| Capítulo 3  | Érase el reciclaje                               | Agosto 27 - 2008     |
| Capítulo 4  | Érase un rumor                                   | Agosto 28 - 2008     |
| Capítulo 5  | Érase un niño                                    | Agosto 29 - 2008     |
| Capítulo 6  | Érase un resbalón                                | Septiembre 1 - 2008  |
| Capítulo 7  | Érase una rata                                   | Septiembre 2 - 2008  |
| Capítulo 8  | Érase un indigente                               | Septiembre 3 - 2008  |
| Capítulo 9  | Érase una de físico miedo                        | Septiembre 4 - 2008  |
| Capítulo 10 | Érase un dilema                                  | Septiembre 8 - 2008  |
| Capítulo 11 | Érase una de cajón                               | Septiembre 9 - 2008  |
| Capítulo 12 | Érase un sustituto                               | Septiembre 10 - 2008 |
| Capítulo 13 | Érase una fiesta                                 | Septiembre 11 - 2008 |
| Capítulo 14 | Érase unas bombonas                              | Septiembre 15 - 2008 |
| Capítulo 15 | Érase un anillo                                  | Septiembre 16 - 2008 |
| Capítulo 16 | Érase un cruce de cenas                          | Septiembre 17 - 2008 |
| Capítulo 17 | Érase un des-concierto                           | Septiembre 18 - 2008 |
| Capítulo 18 | Érase unos nuevos                                | Septiembre 22 - 2008 |
| Capítulo 19 | Érase un sueño erótico                           | Septiembre 23 - 2008 |
| Capítulo 20 | Érase un negocio                                 | Septiembre 24 - 2008 |
| Capítulo 21 | Érase un desafío                                 | Septiembre 25 - 2008 |
| Capítulo 22 | Érase un matrimonio arreglado                    | Septiembre 29 - 2008 |
| Capítulo 23 | Érase una venta de garaje                        | Septiembre 30 - 2008 |
| Capítulo 24 | Érase una huelga                                 | Octubre 1 - 2008     |
| Capítulo 25 | Érase un apartamento en venta                    | Octubre 2 - 2008     |
| Capítulo 26 | Érase una antena                                 | Octubre 3 - 2008     |
| Capítulo 27 | Érase un duelo de porteros                       | Octubre 6 - 2008     |
| Capítulo 28 | Érase un video casero                            | Octubre 7 - 2008     |
| Capítulo 29 | Éranse unas elecciones                           | Octubre 8 - 2008     |
| Capítulo 30 | Érase una despedida de soltero                   | Octubre 9 - 2008     |
| Capítulo 31 | Érase una boda                                   | Octubre 14 - 2008    |
| Capítulo 32 | Érase un caos                                    | Octubre 15 - 2008    |
| Capítulo 33 | Érase un arrimao                                 | Octubre 16 - 2008    |
| Capítulo 34 | Érase un matrimonio por conveniencia             | Octubre 20 - 2008    |
| Capítulo 35 | Érase una inauguración                           | Octubre 21 - 2008    |
| Capítulo 36 | Érase un combate                                 | Octubre 22 - 2008    |
| Capítulo 37 | Érase un canario                                 | Octubre 23 - 2008    |
| Capítulo 38 | Érase un mal de ojo                              | Octubre 27 - 2008    |
| Capítulo 39 | Érase un famoso                                  | Octubre 28 - 2008    |
| Capítulo 40 | Érase un desalojo (Parte 1)                      | Octubre 29 - 2008    |
| Capítulo 41 | Érase un desalojo (Parte 2)                      | Octubre 30 - 2008    |
| Capítulo 42 | Érase una Ancheta                                | Noviembre 4 - 2008   |
| Capítulo 43 | Érase un tiempo de extremo roce social (Parte 1) | Noviembre 5- 2008    |
| Capítulo 44 | Érase un tiempo de extremo roce social (Parte 2) | Noviembre 6 - 2008   |
| Capítulo 45 | Érase otra reforma                               | Noviembre 10 - 2008  |
| Capítulo 46 | Érase unos nuevos inquilinos                     | Noviembre 11 - 2008  |
| Capítulo 47 | Érase un bautizo (Parte 1)                       | Noviembre 12 - 2008  |
| Capítulo 48 | Érase un bautizo (Parte 2)                       | Noviembre 13 - 2008  |
| Capítulo 49 | Érase una academia                               | Noviembre 18 - 2008  |
| Capítulo 50 | Éranse unos estatutos (Parte 1)                  | Noviembre 19 - 2008  |
| Capítulo 51 | Éranse unos estatutos (Parte 2)                  | Noviembre 20 - 2008  |
| Capítulo 52 | Éranse unas alumnas (Parte 1)                    | Noviembre 24 - 2008  |
| Capítulo 53 | Éranse unas alumnas (Parte 2)                    | Noviembre 25 - 2008  |
| Capítulo 54 | Érase un juicio (Parte 1)                        | Noviembre 26 - 2008  |
| Capítulo 55 | Érase un juicio (Parte 2)                        | Noviembre 27 - 2008  |
| Capítulo 56 | Érase la TiendaNet Disco-Pub (Parte 1)           | Diciembre 1 - 2008   |
| Capítulo 57 | Érase DiscoPub La TiendaNet (Parte 2)            | Diciembre 2 - 2008   |
| Capítulo 58 | Érase un Ratón de Laboratorio (Parte 1)          | Diciembre 3 - 2008   |
| Capítulo 59 | Érase un Ratón de Laboratorio (Parte 2)          | Diciembre 4 - 2008   |
| Capítulo 60 | Érase un Premio (Parte 1)                        | Diciembre 9 - 2008   |
| Capítulo 61 | Érase un Premio (Parte 2)                        | Diciembre 11 - 2008  |
| Capítulo 62 | Éranse unas puertas blindadas (Parte 1)          | Diciembre 15 - 2008  |
| Capítulo 63 | Éranse unas puertas blindadas (Parte 2)          | Diciembre 16- 2008   |
| Capítulo 64 | Érase un Vicio (Parte 1)                         | Diciembre 18- 2008   |
| Capítulo 65 | Érase un Vicio (Parte 2)                         | Diciembre 22- 2008   |
| Capítulo 66 | Érase un Administrador (Parte 1)                 | Enero 13 - 2009      |
| Capítulo 67 | Érase un Administrador (Parte 2)                 | Enero 14 - 2009      |
| Capítulo 68 | Érase una Traición (Parte 1)                     | Enero 15 - 2009      |
| Capítulo 69 | Érase una Traición (Parte 2)                     | Enero 16 - 2009      |
| Capítulo 70 | Érase el Primer Presidente Gay (Parte 1)         | Enero 17 - 2009      |
| Capítulo 71 | Érase el Primer Presidente Gay (Parte 2)         | Enero 20 - 2009      |
| Capítulo 72 | Érase Una Maquinita (Parte 1)                    | Enero 21- 2009       |
| Capítulo 73 | Érase Una Maquinita (Parte 2)                    | Enero 22 - 2009      |
| Capítulo 74 | Érase Un Desgobierno (Parte 1)                   | Enero 23 - 2009      |
| Capítulo 75 | Érase Un Desgobierno (Parte 2)                   | Enero 26 - 2009      |
| Capítulo 76 | Érase Un Regalo De Bodas (Parte 1)               | Enero 27 - 2009      |
| Capítulo 77 | Érase Un Regalo de Bodas (Parte 2)               | Enero 28 - 2009      |
| Capítulo 78 | Érase Otra Boda (Parte 1)                        | Enero 29 - 2009      |
| Capítulo 79 | Érase Otra Boda (Parte 2)                        | Enero 30 - 2009      |
| Capítulo 80 | Érase un Colapso                                 | Febrero 2 - 2009     |
| Capítulo 81 | Érase un Ayudante de Cocina                      | Febrero 3 - 2009     |
| Capítulo 82 | Érase un Presidente de Vacaciones                | Febrero 4 - 2009     |
| Capítulo 83 | Érase un Comercial                               | Febrero 5 - 2009     |
| Capítulo 84 | Érase un Billete de Cincuenta Mil                | Febrero 6 - 2009     |
| Capítulo 85 | Érase un Escándalo (Parte 1)                     | Febrero 9 - 2009     |
| Capítulo 86 | Érase un Escándalo (Parte 2)                     | Febrero 10 - 2009    |
| Capítulo 87 | Érase un Descubrimiento Macabro (Parte 1)        | Febrero 11 - 2009    |
| Capítulo 88 | Érase un descubrimiento Macabro (Parte 2)        | Febrero 12 - 2009    |
| Capítulo 89 | Érase una Emisora pirata (Parte 1)               | Febrero 13 - 2009    |
| Capítulo 90 | Érase una Emisora pirata (Parte 2)               | Febrero 16 - 2009    |
| Capítulo 91 | Érase un Funeral con sorpresa (Parte 1)          | Febrero 17 - 2009    |
| Capítulo 92 | Érase un Funeral con sorpresa (Parte 2)          | Febrero 18 - 2009    |
| Capítulo 93 | Érase una Lista de regalos (Parte 1)             | Febrero 19 - 2009    |
| Capítulo 94 | Érase una Lista de regalos (Parte 2)             | Febrero 20 - 2009    |
| Capítulo 95 | Érase una farsa (Parte 1)                        | Febrero 23 - 2009    |
| Capítulo 96 | Érase una farsa (parte 2)                        | Febrero 24 - 2009    |
| Capítulo 97 | Érase un Adiós (Parte 1)                         | Febrero 25 - 2009    |
| Capítulo 98 | Érase un Adiós (parte 2)                         | Febrero 26 - 2009    |
| Capítulo 99 | Érase un Adiós (parte 3)                         | Febrero 27 - 2009    |